# Velampalayam
Velampalayam es una ciudad y municipio situada en el distrito de Tirupur en el estado de Tamil Nadu (India). Su población es de 87427 habitantes (2011). Se encuentra a 3 km de Tirupur y a 45 km de Coimbatore.

## Demografía
Según el censo de 2011 la población de Velampalayam era de 87427 habitantes, de los cuales 44353 eran hombres y 43074 eran mujeres. Velampalayam tiene una tasa media de alfabetización del 88,40%, superior a la media estatal del 80,09%: la alfabetización masculina es del 92,71%, y la alfabetización femenina del 83,98%.